# ドン・バークスデール
ドナルド・アージー・バークスデール（Donald Argee Barksdale, 1923年3月31日 - 1993年3月8日）は、アメリカ合衆国の元プロバスケットボール選手。身長198cm、体重90kg。ポジションはパワーフォワード及びスモールフォワード。アフリカ系アメリカ人のバスケットボール選手のパイオニアの1人として知られ、2012年にバスケットボール殿堂入りを果たした。1948年ロンドン五輪金メダリスト。

## 経歴
バークスデールは1923年、カリフォルニア州オークランドで生れた。進学したバークレー高校では、黒人であったため学校のバスケットボールチームに入ることが出来ず、近隣のプレーグラウンドで練習に明け暮れる日々を送った。高校卒業後はマリン短期大学で2年間プレーした後、奨学金を得てUCLAに転校した。UCLAでエースセンターとして活躍したバークスデールは、1947年にアフリカ系アメリカ人として初となるオールアメリカンに選ばれた。同年大学を卒業し、AAUでプレーを続けながらラジオDJやビール販売業者として働いた。
1948年、バークスデールはロンドン五輪アメリカ代表に選出され、バスケットボールのオリンピックアメリカ代表に選ばれた初のアフリカ系アメリカ人となった。当初選考委員会は黒人である彼の代表入りに拒否感を示したが、委員の1人でバークスデールの故郷であるオークランド出身の政治家の熱心な働きかけもあり、最終的に認められた。バークスデールは本大会で全7試合に出場し、チーム3位の平均7.7得点をあげて金メダル獲得に貢献した。
1951年、バークスデールはNBAのボルティモア・ブレッツと契約し、28歳でNBAデビューを果たした。2年目の1952-53シーズンに平均13.8得点9.2リバウンドをあげ、アフリカ系アメリカ人として初のオールスターに選ばれた。シーズン終了後ボストン・セルティックスに移籍したが、足首の怪我のため1955年に現役を引退した。NBAでは4シーズンプレーし、262試合の出場で通算2,895得点2,088リバウンド（平均11.0得点8.0リバウンド）を記録した。
引退後はラジオに戻って自身のレコーディングレーベルを立ち上げた他、ナイトクラブの経営も手がけた。1983年には故郷オークランドでスポーツ財団を設立して学生スポーツの発展に尽力した。1993年、咽頭癌のため69歳で死去した。
2007年、バークスデールの生涯を追ったドキュメンタリー『Bounce: The Don Barksdale Story』が公開された。2012年にはアフリカ系アメリカ人のバスケットボール選手のパイオニアとしての功績を称えられ、貢献者部門でバスケットボール殿堂入りを果たした。
2002年から2008年にかけてHBOが放送した人気テレビドラマ『THE WIRE/ザ・ワイヤー』の登場人物の1人であるディアンジェロ・バークスデールの名は彼にちなんでいる。

## 個人成績

### レギュラーシーズン
| Season   | Team     | GP  | MPG  | FG%  | FT%  | RPG | APG | PPG  |
| -------- | -------- | --- | ---- | ---- | ---- | --- | --- | ---- |
| 1951–52  | BLB      | 62  | 32.5 | .338 | .691 | 9.7 | 2.2 | 12.6 |
| 1952–53  | BLB      | 65  | 35.4 | .387 | .641 | 9.2 | 2.6 | 13.8 |
| 1953–54  | BOS      | 63  | 21.6 | .376 | .662 | 5.5 | 1.9 | 7.3  |
| 1954–55  | BOS      | 72  | 24.9 | .382 | .651 | 7.6 | 1.8 | 10.5 |
| Career   | Career   | 262 | 28.5 | .370 | .660 | 8.0 | 2.1 | 11.0 |
| All-Star | All-Star | 1   | 11.0 | .000 | .333 | 3.0 | 2.0 | 1.0  |

### プレーオフ
| Year   | Team   | GP | MPG  | FG%  | FT%  | RPG | APG | PPG |
| ------ | ------ | -- | ---- | ---- | ---- | --- | --- | --- |
| 1954   | BOS    | 6  | 17.7 | .306 | .727 | 4.5 | 1.2 | 5.0 |
| 1955   | BOS    | 7  | 17.4 | .450 | .857 | 5.0 | 1.4 | 7.7 |
| Career | Career | 13 | 17.5 | .382 | .813 | 4.8 | 1.3 | 6.5 |